# Секторная скорость

Секторная скорость — это площадь (отображается зелёным цветом), которую ометает радиус-вектор частицы за единицу времени при её движении вдоль кривой (отображается синим цветом).

Се́кторная ско́рость  — физическая величина, определяющая быстроту изменения площади, заметаемой радиус-вектором точки при её движении по кривой. Секторная скорость является векторной величиной и равна половине векторного произведения радиус-вектора на вектор скорости движения точки:

Иллюстрация ко второму закону Кеплера. Планета движется быстрее вблизи Солнца таким образом, чтобы её радиус-вектор заметал одинаковую площадь за единицу времени, в том числе и на отдалении от Солнца, где планета движется медленнее.

 
{\displaystyle {\vec {\sigma }}={\frac {1}{2}}[{\vec {r}}\times {\frac {d{\vec {r}}}{dt}}].}

## Связь с моментом импульса
Понятие секторной скорости исторически тесно связано с понятием момента импульса. Второй закон Кеплера утверждает, что секторная скорость планеты остается постоянной, если начало координат находится в фокусе эллипса, где расположено Солнце. Проще говоря, понятие секторной скорости играет важную роль при изучении движения под действием центральных сил, так как при этом движении секторная скорость остаётся величиной постоянной. Исаак Ньютон был первым ученым, который в 1684 г. указал на динамическую значимость второго закона Кеплера, утверждающего, что радиус-вектор любой планеты, которая притягивается фиксированным центром, заметает равные площади за равные промежутки времени (теорема площадей).
Производная секторной скорости по времени называется секторным ускорением точки 
{\displaystyle {\dot {\vec {\sigma }}}={\frac {1}{2}}[{\vec {r}}\times {\vec {\omega }}]}, где {\displaystyle {\vec {\omega }}} — ускорение точки.
Связь между моментом импульса и секторной скоростью:
{\textstyle 2m{\vec {\sigma }}={\vec {L}}.}

## Секторная скорость в цилиндрической системе координат
Если точка движется по плоской кривой и её положение определяется полярными координатами ρ и φ, то:
{\displaystyle \sigma _{z}={\frac {1}{2}}\rho ^{2}{\dot {\phi }},}
{\displaystyle \omega _{\phi }={\frac {2}{\rho }}{\frac {d\sigma _{z}}{dt}}.}